# Deconstructed (EP)
Albums de Kesha
Warrior
(2012) Rainbow
(2017)
Deconstructed est le deuxième extended play (EP) de l'artiste américaine Kesha, sorti en tant que disque bonus avec l'édition fan de Warrior disponible uniquement sur son site Internet aux États-Unis. Il contient cinq chansons acoustiques dont quatre qui ont été écrites par elle-même. L'EP sortira numériquement en février 2013.

## Développement et sortie
Deconstructed contient cinq chansons acoustiques, dont quatre qui sont des chansons de Kesha et une qui est une reprise de la chanson de Dolly Parton, Old Flames Can't Hold a Candle to You, coécrite par la mère de Kesha, Pebe Sebert.
La version acoustique de Die Young a été décrite comme une forme de ballade pop psychédélique et relaxante, suscitant aussi la controverse sur YouTube, Twitter et le site Web de Kesha. La version acoustique de The Harold Song comprend des vocalises décontractées sur une base en « dents de scie » avec des synthesizers et une grosse caisse sur un piano synthétisé. On y trouve aussi le tube techno Blow, une reprise de la ballade country de Dolly Parton, Old Flames Can't Hold a Candle to You et Supernatural, chanson issue du second album de Kesha, Warrior. Supernatural et Old Flames ont été dévoilées au travers de la chasse au trésor promotionnelle de Ke$ha pour Warrior sur son site web le 30 novembre 2012. Avant ça, Die Young avait été dévoilé via le compte YouTube de Kesha.

## Liste des pistes
| No | Titre                                            | Auteur                                                                              | Producteur(s)             | Durée |
| -- | ------------------------------------------------ | ----------------------------------------------------------------------------------- | ------------------------- | ----- |
| 1. | Old Flames Can't Hold a Candle to You (acoustic) | Pebe Sebert, Hugh Moffatt                                                           | Greg Kurstin, Sean Cimino | 3:40  |
| 2. | Blow (acoustic)                                  | Kesha Sebert, Klas Åhlund, Lukasz Gottwald, Allan Grigg, Benjamin Levin, Max Martin | Kurstin                   | 3:12  |
| 3. | The Harold Song (acoustic)                       | K. Sebert, Joshua Coleman                                                           | Kurstin, Cimino           | 4:55  |
| 4. | Die Young (acoustic)                             | K. Sebert, Gottwald, Levin, Henry Walter, Nate Ruess                                | Kurstin                   | 3:22  |
| 5. | Supernatural (acoustic)                          | K. Sebert, Gottwald, Walter, Levin, Martin, Nik Kershaw                             | Kurstin, Cimino           | 4:27  |